# Dendrobium antennatum
Dendrobium antennatum là một loài lan đất có nguy cơ tuyệt chủng cao chỉ được tìm thấy ở dãy núi McIlwraith ở mũi bán đảo York, Far North Queensland, Australia, ở độ cao từ 400–550 mét. Hoa nở từ tháng 3 và tháng 12.

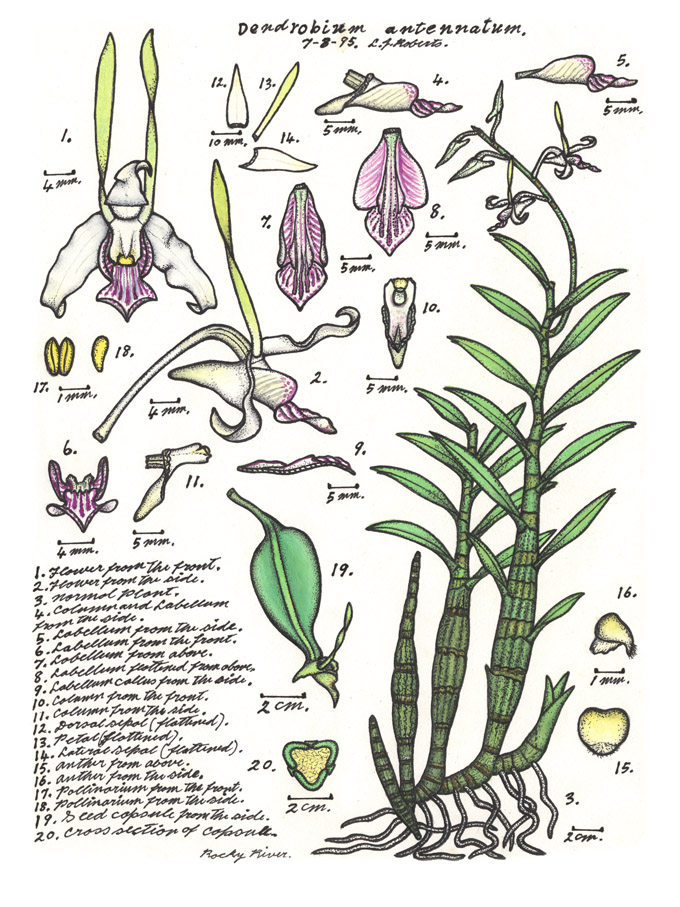
Dendrobium antennatum bởi Lewis Roberts.